# لنريث (كورنوال)
لنريث (بالإنجليزية: Lanreath)‏ هي قرية وأبرشية مدنية تقع في المملكة المتحدة في إنجلترا. يقدر عدد سكانها بـ 566 نسمة .